# Мальдіви на літніх Олімпійських іграх 2016
Мальдіви на літніх Олімпійських іграх  2016 були представлені 4 спортсменами в двох видах спорту. Жодної медалі олімпійці Мальдів не завоювали.

## Спортсмени
| Дисципліна     | Чоловіки | Жінки | Разом |
| -------------- | -------- | ----- | ----- |
| Легка атлетика | 1        | 1     | 2     |
| Плавання       | 1        | 1     | 2     |
| Разом          | 2        | 2     | 4     |

## Легка атлетика
Мальдіви отримали універсальні місця від IAAF на участь у Олімпіаді двох легкоатлетів (по одному кожної статі).
Легенда
- Примітка – для трекових дисциплін місце вказане лише для забігу, в якому взяв участь спортсмен
- Q = пройшов у наступне коло напряму
- q = пройшов у наступне коло за добором (для трекових дисциплін - найшвидші часи серед тих, хто не пройшов напряму; для технічних дисциплін - увійшов до визначеної кількості фіналістів за місцем якщо напряму пройшло менше спортсменів, ніж визначена кількість)
- NR = Національний рекорд
- N/A = Коло відсутнє у цій дисципліні
- Bye = спортсменові не потрібно змагатися у цьому колі

Трекові і шосейні дисципліни
| Спортсмен    | Дисципліна                   | Попередній забіг | Попередній забіг | Чвертьфінал | Чвертьфінал | Півфінал         | Півфінал         | Фінал            | Фінал            |
| Спортсмен    | Дисципліна                   | Час              | Місце            | Час         | Місце       | Час              | Місце            | Час              | Місце            |
| ------------ | ---------------------------- | ---------------- | ---------------- | ----------- | ----------- | ---------------- | ---------------- | ---------------- | ---------------- |
| Хассан Сааід | біг на 100 метрів (чоловіки) | 10.43            | 1 Q              | 10.47       | 8           | Завершив виступ  | Завершив виступ  | Завершив виступ  | Завершив виступ  |
| Афа Ісмаїл   | біг на 200 метрів (жінки)    | 24.96 NR         | 8                | Н/Д         | Н/Д         | Завершила виступ | Завершила виступ | Завершила виступ | Завершила виступ |

## Плавання
Мальдіви отримали універсальні місця від FINA на участь в Олімпійських іграх двох плавців (по одному кожної статі).
| Спортсмен      | Дисципліна                          | Попередній заплив | Попередній заплив | Півфінал         | Півфінал         | Фінал            | Фінал            |
| Спортсмен      | Дисципліна                          | Час               | Місце             | Час              | Місце            | Час              | Місце            |
| -------------- | ----------------------------------- | ----------------- | ----------------- | ---------------- | ---------------- | ---------------- | ---------------- |
| Ібрагім Нішван | 50 метрів вільним стилем (чоловіки) | 26.72             | 71                | Завершив виступ  | Завершив виступ  | Завершив виступ  | Завершив виступ  |
| Амінат Шаян    | 100 метрів вільним стилем (жінки)   | 1:05.71           | 46                | Завершила виступ | Завершила виступ | Завершила виступ | Завершила виступ |